# Кадлецова, Йиржина
Йиржина Кадлецова (до замужества — Кодрова) (чеш. Jiřina Kadlecová (Kodrová), 1 июня 1948, Прага, Чехословакия) — чехословацкая хоккеистка (хоккей на траве), полевой игрок. Серебряный призёр летних Олимпийских игр 1980 года.

## Биография
Йиржина Кадлецова родилась 1 июня 1948 года в Праге.
Играла в хоккей на траве за «Славой Вышеград» из Праги, в составе которого в 1970 году выиграла чемпионат страны.
В 1980 году вошла в состав женской сборной Чехословакии по хоккею на траве на летних Олимпийских играх в Москве и завоевала серебряную медаль. Играла в поле, провела 5 матчей, забила 2 мяча (по одному в ворота сборных Зимбабве и Австрии).